# Lista de municípios de Múrcia

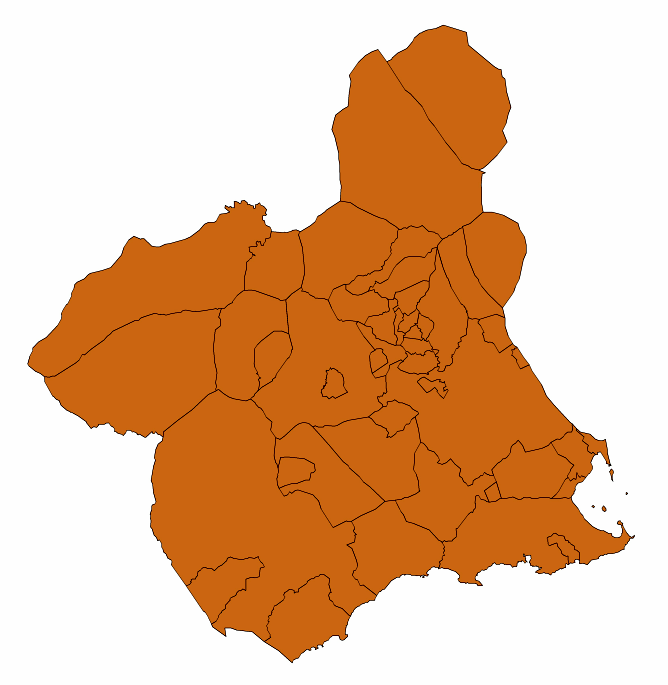
Mapa da divisão municipal da região de Múrcia, Espanha.

Esta é uma lista de municípios da província espanhola e comunidade autónoma de Múrcia.
| Nome                      | Pop. (2002) |
| ------------------------- | ----------- |
| Abanilla                  | 6,040       |
| Abarán                    | 12,632      |
| Águilas                   | 28,888      |
| Albudeite                 | 1,360       |
| Alcantarilla              | 34,997      |
| Los Alcázares             | 9,159       |
| Aledo                     | 1,029       |
| Alguazas                  | 7,281       |
| Alhama de Murcia          | 16,682      |
| Archena                   | 15,375      |
| Beniel                    | 8,962       |
| Blanca                    | 5,841       |
| Bullas                    | 11,164      |
| Calasparra                | 9,239       |
| Campos del Río            | 2,051       |
| Caravaca de la Cruz       | 23,362      |
| Cartagena                 | 188,003     |
| Cehegín                   | 14,502      |
| Ceutí                     | 7,891       |
| Cieza                     | 33,223      |
| Fortuna                   | 7,194       |
| Fuente Álamo de Murcia    | 11,866      |
| Jumilla                   | 22,968      |
| Librilla                  | 3,997       |
| Lorca                     | 79,481      |
| Lorquí                    | 5,883       |
| Mazarrón                  | 23,025      |
| Molina de Segura          | 48,421      |
| Moratalla                 | 8,600       |
| Mula                      | 14,870      |
| Múrcia                    | 377,888     |
| Ojós                      | 574         |
| Pliego                    | 3,417       |
| Puerto Lumbreras          | 11,439      |
| Ricote                    | 1,569       |
| San Javier                | 21,782      |
| San Pedro del Pinatar     | 17,199      |
| Santomera                 | 12,131      |
| Torre-Pacheco             | 25,721      |
| Las Torres de Cotillas    | 16,695      |
| Totana                    | 25,332      |
| Ulea                      | 999         |
| La Unión                  | 14,965      |
| Villanueva del Río Segura | 1,580       |
| Yecla                     | 31,716      |